# Фальч, Карит
Карит Фальч (дат. Carit Falch; 16 декабря 1976 года, Карльслунн, коммуна Греве, Дания) — датский футбольный тренер.

## Биография
Долгое время работал с юношескими и молодежными составами в разных датских клубах.. В 2014 году дебютировал во взрослом футболе в команде Первого дивизиона «Брёнсхёй». Под его руководством она дошла до 1/4 финала Кубка Дании, однако в следующем сезоне Фальч покинул ее из-за разногласий с руководством.
С 2017 по 2018 годы датский специалист руководил молодежной сборной Литвы, а затем — кипрским «Эносисом», который вместе с Фальчем доходил до полуфинала Кубка страны
Затем наставник трудился в системе «Норшелланне» и был главным тренером коллективов датской Суперлиги «Люнгбю» и «Вайле».
В январе 2023 года Карит Фальч возглавил клуб Первого дивизиона «Фремад Амагер».